# Coptocercus australis
Coptocercus australis là một loài bọ cánh cứng trong họ Cerambycidae.